# Варгас, Марселино
Марселино Варгас (исп. Marcelino Vargas; 1 февраля 1921, Асунсьон — неизвестно) — парагвайский футболист, вратарь. Участник чемпионата мира 1950 года.

## Биография
Марселино Варгас родился 1 февраля 1921 года в парагвайском городе Асунсьон.
Играл в футбол на позиции вратаря. В 1945—1951 годах выступал в чемпионате Парагвая за «Либертад» из Асунсьона, в составе которого в 1945 году завоевал золотую медаль. 
В 1951—1952 годах играл в чемпионате Колумбии за «Депортиво Перейра». В 1952 году в его составе стал бронзовым призёром.
В 1950—1955 годах выступал за сборную Парагвая.  
В 1950 году вошёл в её состав на чемпионате мира в Бразилии, где парагвайцы не вышли из группы. Полностью отыграл оба матча против сборных Швеции (2:2) и Италии (0:2). 
В 1955 году участвовал в чемпионате Южной Америки в Сантьяго, где парагвайцы заняли 5-е место. Провёл 4 матча, пропустил 13 мячей.
Дата смерти неизвестна.

## Достижения

### Командные
«Либертад»
- Чемпион Парагвая (1): 1945.

«Депортиво Перейра»
- Бронзовый призёр чемпионата Колумбии (1): 1952.